# Barranca Cosida
Barranca Cosida är en ort i Mexiko.   Den ligger i kommunen Santiago Amoltepec och delstaten Oaxaca, i den sydöstra delen av landet, 400 km sydost om huvudstaden Mexico City. Barranca Cosida ligger 1 224 meter över havet och antalet invånare är 457.
Terrängen runt Barranca Cosida är varierad. Runt Barranca Cosida är det ganska tätbefolkat, med 54 invånare per kvadratkilometer. Närmaste större samhälle är Llano Nuevo, 3,5 km söder om Barranca Cosida. I omgivningarna runt Barranca Cosida växer huvudsakligen savannskog.